# Karirahu
Karirahu je mali nenaseljeni estonski otok u Baltičkom moru dio Nacionalnog parka Vilsandi. Nalazi se zapadno od najvećeg estonskog otoka Saaremaa, administrativno pripada okrugu Saare.